# تسندر (دهانه)
تسندر یک دهانه برخوردی در ماه‌ است.

## دهانه‌های اقماری
این دهانه ۴ دهانه اقماری دارد.
| Tsander | عرض جغرافیایی | طول جغرافیایی | قطر          |
| ------- | ------------- | ------------- | ------------ |
| R       | ۳.۴° N        | ۱۵۲.۲° W      | ۳۶.۰ کیلومتر |
| B       | ۹.۶° N        | ۱۴۷.۰° W      | ۵۵.۰ کیلومتر |
| S       | ۵.۷° N        | ۱۴۹.۴° W      | ۲۰.۰ کیلومتر |
| V       | ۷.۹° N        | ۱۵۳.۵° W      | ۳۷.۰ کیلومتر |